# Юлия
 Тази статия е за името.  За реката в Швейцария вижте Юлия (река).  
Името Юлия (на латински: Julia, Iulia) е женска форма на римското мъжко име и номен Юлий (Iulius). Произходът му е предимно латински.
Етимология на Iulius
Произходът на името Iulius е обект на дебат сред изследователите, като основните теории сочат към латински корени:
1. Връзка с Юл (Асканий): Най-разпространената теория свързва името с Юл (Iulus, известен и като Асканий), син на митичния троянски герой Еней. Според римската митология Юл е легендарен прародител на рода на Юлиите (gens Julia), което обвързва името с основаването на Рим и неговите най-древни легенди. Родът на Юлиите извеждал произхода си именно от тази фигура.
2. Връзка с Юпитер: Алтернативна хипотеза предполага произход от архаичното латинско Jovilius, което означава „посветен на“ или „произлязъл от Йове“ (Юпитер), върховния бог в римския пантеон. Тази етимология би придала на името сакрален смисъл, свързан с върховното божество.

Хипотеза за гръцка връзка
Макар прекият произход на името да се счита за латински, съществува и хипотеза за непряка връзка с гръцкия език. Някои етимолози допускат възможна връзка с гръцката дума ἴουλος (юлос), която означава „мъх“, „първи мъх по брадата“ или „мека, нежна коса“, като често символизира младост. Според тази теория латинското Iulus (а оттам и Iulius/Julia) може да е свързано или повлияно от гръцкото ἴουλος, носейки конотация за „младежки“. Тази връзка обаче остава спекулативна и се счита за значително по-несигурна в сравнение с основните латински етимологии.

## Известни с името Юлия
В Древен Рим:
- Юлия Цезарис (130 – 69 пр.н.е.), леля на Юлий Цезар, съпруга на Гай Марий
- Юлия Антония (104 – 39 пр.н.е.), съпруга на Марк Антоний Кретик и майка на Марк Антоний.
- Юлия Цезарис, 2 сестри на Юлий Цезар. По-малката (101 – 51 пр.н.е.) става баба на Октавиан Август.
- Юлия Цезарис (83/76 – 54 пр.н.е), дъщеря на Юлий Цезар и Корнелия Цина, съпруга на Помпей Велики
- Юлия Корнелия (Юлия Цезарис; 130 – 104 пр.н.е.), съпруга на Луций Корнелий Сула и майка на Корнелия Сула.
- Ливия Друзила Юлия Августа (58 пр.н.е.–29 г.), съпруга на Октавиан Август, майка на Тиберий, баба на Клавдий.
- Юлия Стара (39 пр.н.е.-14 г.), дъщеря на Октавиан Август и Скрибония, съпруга на Агрипа и Тиберий.
- Юлия Младша (Випсания Юлия; 19/18 пр.н.е.–28 г.), внучка на Август, съпруга на Луций Емилий Павел.
- Юла Антония (Юлия Антония; * 19 пр.н.е.), дъщеря на Юл Антоний и Клавдия Марцела Старша.
- Юлия (5 – 43), дъщеря на Юлий Цезар Друз и Ливила, съпруга на Нерон Цезар и Гай Рубелий Бланд.
- Юлия Ливила (18 – 41/42), сестра на Калигула, съпруга на Марк Виниций
- Юлия Друзила (16 – 38), сестра на Калигула, съпруга на Луций Касий Лонгин и Марк Емилий Лепид
- Юлия Друзила (39 – 41), дъщеря на Калигула и Милония Цезония.
- Юлия Флавия (64 – 91), дъщеря на Тит и Марция Фурнила, съпруга на Тит Флавий Сабин
- Юлия Меса (165 – 224/226), съпруга на Юлий Авит, баба на Хелиогабал и Александър Север.
- Юлия Домна (170 – 217), сестра на Юлия Меса, съпруга на Септимий Север, майка на Каракала и Гета.
- Юлия Соемия Басиана (180 – 222), дъщеря на Юлия Меса, съпруга на Секст Варий Марцел, майка на Елагабал.
- Юлия Мамея (180 – 235), дъщеря на Юлия Меса, съпруга на Марк Юлий Гесий Марциан, майка на Александър Север.
- Юлия Процила, съпруга на претор Юлий Грецин, майка на Гней Юлий Агрикола.
- Юлия Агрикола (* 64), дъщеря на Гней Юлий Агрикола, съпруга на историка Публий Корнелий Тацит.
- Юлия Севера (220/221), втората съпруга на Елагабал.
- Флавия Юлия Елена (250 – 330), майка на император Константин I.

Други:
- Юлия Береника (28 – 79), дъщеря на Ирод Агрипа I, цар на Юдея
- Юлия Септимия Зеновия (240 – 274), царица на Палмира (267 – 272).